# Император, Марсия
Марсия Мария Император (порт. Márcia Maria Imperator; род. 1 марта 1974, Бела-Виста-ду-Параизу, Парана) — бразильская порноактриса итальянского происхождения, модель и телеведущая.

## Биография
Марсия родилась в Бела-Виста-ду-Параизу и начала свою карьеру, приняв участие в нескольких эпизодах комедийного шоу Rede Globo «Настоящая дрянь», затем появилась в качестве периодической ведущей в «Шоу Сержио Маллардо» в 2003 году на TV Gazeta. Она получила известность благодаря участию в «Шоу поздним вечером» на RedeTV! и телешоу Eu Vi na TV, которое ведёт Жоао Клебер, и главной роли в сериале «Тест на лояльность».
После окончания сериала в 2005 году, Император резко сменила сферу деятельности и вошла в порноиндустрию с фильмом «Испытание верности», позднее играла главную роль в ряде порнографических фильмов, в основном для компании Brasileirinhas. В 2008 году она снова присоединилась к актёрскому составу «Настоящей дряни».
Император также позировала для обложек нескольких мужских журналов, например Premium и Ele e Ela.
Марсия Император живёт во Флорианополисе; у неё трое детей.